# سرزمین بی زن
سرزمین بی زن (آلمانی: Das Land ohne Frauen) یک فیلم درام آلمانی به کارگردانی کارمینه گالونه است که در سال ۱۹۲۹ میلادی منتشر شد.

## بازیگران
- کنراد فایت
- الگا برینک
- ماتیاس ویمن
- چارلز پافی
- کلیفورد مک‌لاگلن
- گریته برگر